# 女神大戰
《女神大戰》是日本公司LiLiM於2007年6月8日發售的成人遊戲。原本預定在2007年5月25日發售，後來延至2007年6月8日發售。2008年3月27日由電腦CLUB（電脳CLUB）發售DVDPG版。

## 角色
稻垣智久
本作男主角，和由香是青梅竹馬。

### 天聖界
千代谷由香（聲：芹園みや）

藤澤真希（聲：桜川未央）

堂本美奈代（聲：蓮香）

寺門雅（聲：長崎みなみ）

（聲：民安友繪）

希拉（聲：一色ヒカル）

### 超魔界
（聲：中家志穂&中家菜穂）
淫魔姊妹。
（聲：山川敦也）
超魔四傑衆之一，有超魔界貴公子的別稱。
（聲：カンザキカナリ）
超魔四傑衆之一，有超魔界誘惑者的別稱。
（聲：ルネッサンス山田）
超魔四傑衆之一，有超魔界公爵的別稱。
（聲：胸肩腎）
超魔四傑衆之一，有超魔界魔神的別稱。

## 主題曲
片頭曲
作詞、作曲、編曲：Ben　歌：青葉林檎
插入歌
作詞：　作曲、編曲：虹音　歌：

## 畫集
- （2008年8月發售） ISBN 978-4775603277[5]

## 外部連結
- LiLiM OFFICIAL PAGE（页面存档备份，存于） （日語）
- 電脳CLUB ホームページ（页面存档备份，存于） （日語）